# August 1992
Portal Geschichte | Portal Biografien | Aktuelle Ereignisse | Jahreskalender | Tagesartikel

◄ |
19. Jahrhundert |
20. Jahrhundert
| 21. Jahrhundert

◄ |
1960er |
1970er |
1980er |
1990er
| 2000er | 2010er | 2020er | ►

◄ |
1988 |
1989 |
1990 |
1991 |
1992
| 1993 | 1994 | 1995 | 1996 | ►

◄ |
Mai 1992 |
Juni 1992 |
Juli 1992 |
August 1992 |
September 1992 |
Oktober 1992 |
November 1992 |
►
Dieser Artikel behandelt aktuelle Nachrichten und Ereignisse im August 1992.

## Tagesgeschehen

### Samstag, 1. August 1992
- Hongkong/Hongkong: Das 374 m hohe Central-Plaza-Hochhaus löst den 1990 eröffneten und 315 m hohen Bank of China Tower, ebenfalls in Hongkong, als höchstes Gebäude außerhalb Nordamerikas ab.[1]

### Dienstag, 4. August 1992

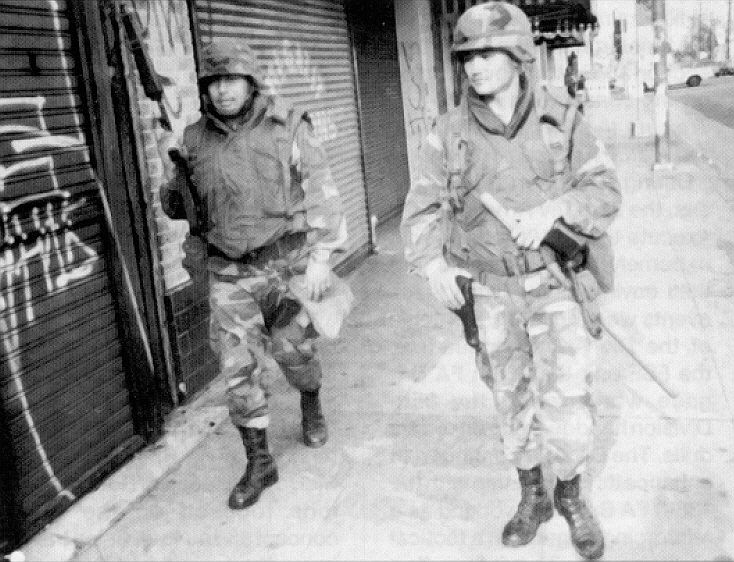
US-Militär auf den Straßen von Los Angeles

- Los Angeles/Vereinigte Staaten: Eine bundesstaatliche Anklagejury beauftragt rund drei Monate nach deren Freispruch ein neues Verfahren gegen vier weiße Polizisten wegen der Misshandlung des Afroamerikaners Rodney King. Seit dem Freispruch der Polizisten starben mindestens 50 Menschen bei Straßenunruhen in Los Angeles. Die Verursacher der Unruhen werten das Urteil als weiteren Beweis der rassistischen Benachteiligung ihrer Bevölkerungsgruppe.[2]
- New York, Washington, D.C./Vereinigte Staaten: Die Ablehnung der potentiellen Wähler gegen den amtierenden US-Präsidenten George Bush erreicht in den Befragungen der TV-Sendung ABC News und der Zeitung The Washington Post mit 64 % einen Höchststand, während noch im März 1991 eine Zustimmung von 90 % gemessen wurde. Bushs größtes Problem ist die aktuelle Rezession. Im November soll die nächste Präsidentschaftswahl stattfinden.[3]

### Samstag, 8. August 1992

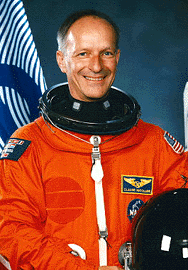
Claude Nicollier

- Cape Canaveral/Vereinigte Staaten: Die Mission STS-46 endet mit der Landung am Cape Canaveral. Sie brachte mit Claude Nicollier den ersten Schweizer und mit Franco Malerba den ersten Italiener ins Weltall.[4]

### Sonntag, 9. August 1992

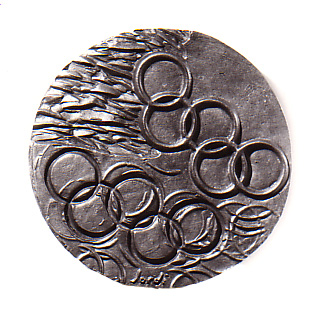
Ende der Olympischen Sommerspiele

- Barcelona/Spanien: Die Olympischen Sommerspiele enden mit der traditionellen Abschlussfeier. Die erfolgreichste Mannschaft ist das Vereinte Team der Gemeinschaft Unabhängiger Staaten und Georgiens. Das Team gewinnt 112 Medaillen, die meisten davon Russland. 82 Medaillen gehen nach Deutschland, zwei nach Österreich, eine in die Schweiz.[5]

### Sonntag, 16. August 1992
- Atlantik: Die Atlantische Hurrikansaison 1992 beginnt, als sich das Tiefdruckgebiet Andrew zum Tropischen Wirbelsturm verstärkt. Es hält aus östlicher Richtung Kurs auf Puerto Rico und die Bahamas.[6]
- Mogyoród/Ungarn: Nigel Mansell aus dem Vereinigten Königreich beendet im Williams FW14B das 11. Rennen der Formel-1-Saison auf dem zweiten Platz und gewinnt damit vorzeitig die Fahrerweltmeisterschaft 1992. Zweiter im Klassement ist sein Teamkollege Riccardo Patrese aus Italien.[7]

### Donnerstag, 20. August 1992
- Houston/Vereinigte Staaten: Die Republikanische Partei nominiert den amtierenden US-Präsidenten George Bush als ihren Kandidaten bei der Präsidentschaftswahl im November. Bush ließ u. a. Patrick Buchanan und Ross Perot bei den Vorwahlen hinter sich.[8]
- Prag/Tschechoslowakei: Staatspräsident Václav Havel stellt sein Amt circa sieben Wochen nach seiner gescheiterten Wiederwahl durch die Föderalversammlung zur Verfügung. Es gibt zunächst keinen Nachfolger.[9]

### Freitag, 21. August 1992
- Rostock/Deutschland: Die Ostsee-Zeitung zitiert in ihrer heutigen Ausgabe eine Ankündigung von drei Jugendlichen, der zufolge vor der Zentralen Anlaufstelle für Asylbewerber in Mecklenburg-Vorpommern im Stadtteil Lichtenhagen „die Roma ‚aufgeklatscht‘ werden“ sollen. Die mutmaßlichen Rechtsextremisten sagen voraus: „Die Leute, die hier wohnen, werden aus den Fenstern schauen und Beifall klatschen.“ Von den Drohungen ausgenommen werden die vietnamesischen Bewohner des benachbarten Ausländerwohnheims.[10]

### Samstag, 22. August 1992
- Rostock/Deutschland: In dem von Plattenbauten geprägten Stadtteil Lichtenhagen versammeln sich rund 2.000 Einwohner des Viertels vor der mecklenburg-vorpommerschen Erstaufnahmeeinrichtung für Asylbewerber im so genannten „Sonnenblumenhaus“ und etwa 200 Jugendliche aus der rechtsextremen Szene beginnen aus Fremdenhass, das Gebäude mit Steinen zu bewerfen. Die Polizei kann die Aktionen wegen des zu geringen Aufgebots an Einsatzkräften nicht unterbinden.[11]

### Sonntag, 23. August 1992

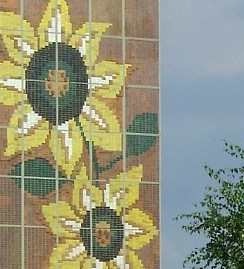
Das Sonnenblumenhaus wird seit Samstag von Neonazis attackiert und Schaulustige spenden dazu Applaus

- London/Vereinigtes Königreich: Die Boulevardzeitung The Sun gibt an, dass Abschriften von Telefonaten zwischen Diana, Princess of Wales, Ehefrau des Thronfolgers der Britischen Monarchie, und ihrem engen Jugendfreund James Gilbey existieren. Die Redakteure vermarkten die intimen Unterhaltungen unter dem Begriff „Dianagate“.[12]
- Rostock/Deutschland: Bei Ausschreitungen vor der Zentralen Anlaufstelle für Asylbewerber in Mecklenburg-Vorpommern im Stadtteil Lichtenhagen liefern sich rund 1.000, meist jugendliche Rechtsradikale Straßenschlachten mit der Polizei. Bei den z. T. bürgerkriegsähnlichen Krawallen gehen die Randalierer mit Steinen, Flaschen und Feuerwerkskörpern gegen die Sicherheitskräfte vor. Mehr als 110 Beamte werden verletzt, einige schwer. Die Rechtsradikalen, die aus dem ganzen Bundesgebiet anreisten, dringen in das Erdgeschoss des Wohnheims ein und stecken unter dem Beifall von rund 2.000 Schaulustigen Wohnungen in Brand. Die Polizei nimmt 60 Personen fest.[13]

### Montag, 24. August 1992
- Rostock/Deutschland: Während der anhaltenden fremdenfeindlichen Krawalle flüchten 150 ehemalige vietnamesische Vertragsarbeiter, ein Kamerateam des ZDF sowie deren Helfer vor dem anrückenden Mob ins elfte Stockwerk des Ausländerwohnheims im Stadtteil Lichtenhagen und retten sich über einen Gang in das Nachbarhaus, d. h. die am gleichen Tag auf behördliche Anordnung geräumte Zentrale Anlaufstelle für Asylbewerber in Mecklenburg-Vorpommern.[14]

### Dienstag, 25. August 1992
- Berlin/Deutschland: Bundeskanzler Helmut Kohl, der Regierende Bürgermeister von Berlin Eberhard Diepgen und der Ministerpräsident von Brandenburg Manfred Stolpe unterzeichnen den Hauptstadtvertrag zum Ausbau Berlins als Hauptstadt der Bundesrepublik.[15]
- Goedemoed/Südafrika: Im Gefängnis der Stadt Goedemoed im Oranje-Freistaat erschießt der Polizeibeamte Lehlohonolo Hasebeng, gegen den wegen der Vergewaltigung einer Tochter eines Kollegen ermittelt wurde, acht Menschen und verletzt vier weitere. Unter den Opfern sind keine Insassen der Haftanstalt. Im weiteren Verlauf des Ereignisses begeht Hasebeng Suizid.[16]

### Freitag, 28. August 1992
- Genf/Schweiz: Die Hohe Flüchtlingskommissarin der Vereinten Nationen (UN) Sadako Ogata berichtet den Vertretern der UN-Mitgliedstaaten von weltweit steigenden Flüchtlingszahlen. Stark betroffene Gruppen sind Afghanen, Bürger der Nachfolgestaaten der SFR Jugoslawien und die Bewohner der Länder am Horn von Afrika. Ogata schlägt die Ansiedlung in „Drittländern“ vor, wenn der Schutz einer Minderheit durch den Einsatz internationaler Organisationen nicht herbeizuführen sei. Im Fall Jugoslawien gibt sie die Zahl der Flüchtlinge mit aktuell circa 600.000 Personen an.[17]

### Sonntag, 30. August 1992

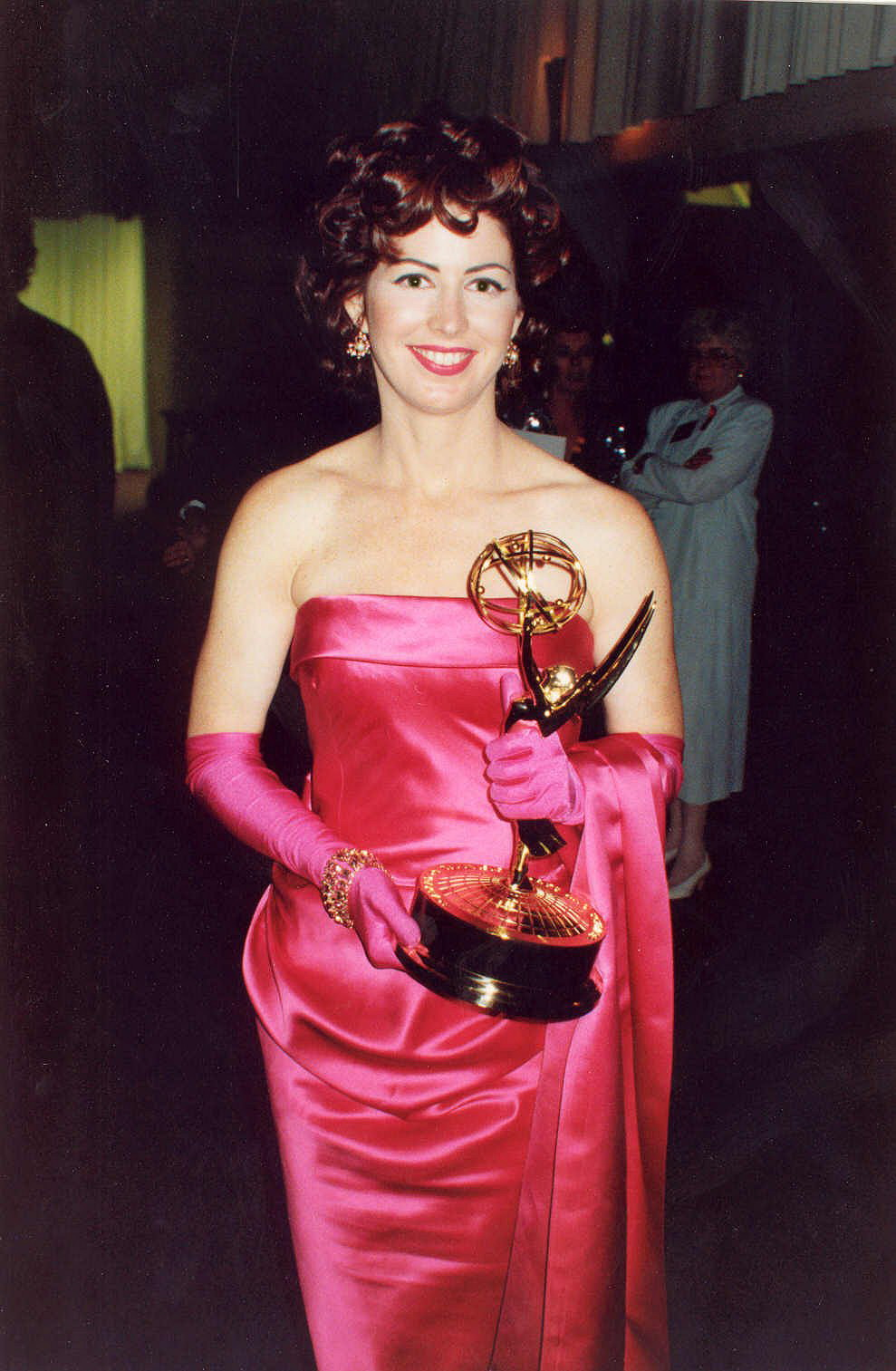
Dana Delany mit der Emmy-Trophäe

- Pasadena/Vereinigte Staaten: Bei der Verleihung des Fernsehpreises Emmy wird u. a. Dana Delany ausgezeichnet. Es ist bereits der zweite Emmy für ihre schauspielerische Leistung in der Serie China Beach.[18]

### Montag, 31. August 1992
- Seeheim-Jugenheim/Deutschland: Erstmals gestehen bei Tarifverhandlungen in Deutschland die Arbeitnehmervertreter ihrem Verhandlungspartner den Abbau von Arbeitsplätzen zu, als sich die Gewerkschaften Öffentliche Dienste, Transport und Verkehr sowie Deutsche Angestellten-Gewerkschaft mit der Fluggesellschaft Lufthansa AG auf Einsparungen in Höhe von 500 Millionen D-Mark im Personalbereich des Unternehmens einigen.[19]